# Sabadell (Gerichtsbezirk)
Der Gerichtsbezirk Sabadell ist einer der 25 Gerichtsbezirke in der Provinz Barcelona.
Der Bezirk umfasst 9 Gemeinden auf einer Fläche von 222,42 km² mit dem Hauptquartier in Sabadell.

## Gemeinden
| Gemeinde                 | Einwohner (2024) | Fläche km² | Dichte Einw./km² | Cod INE | Postleitzahl              |
| ------------------------ | ---------------- | ---------- | ---------------- | ------- | ------------------------- |
| Castellar del Vallès     | 25.322           | 45,17      | 561              | 08051   | 08211                     |
| Gallifa                  | 172              | 16,20      | 11               | 08087   | 08146                     |
| Palau-solità i Plegamans | 15.456           | 15,06      | 1.026            | 08156   | 08184                     |
| Polinyà                  | 8.555            | 8,81       | 971              | 08167   | 08213                     |
| Sabadell                 | 222.177          | 37,53      | 5.920            | 08187   | 08200–08208, 08802, 08805 |
| Sant Llorenç Savall      | 2.586            | 41,19      | 63               | 08223   | 08212                     |
| Sant Quirze del Vallès   | 20.161           | 14,47      | 1.393            | 08238   | 08192                     |
| Santa Perpètua de Mogoda | 25.960           | 15,69      | 1.655            | 08260   | 08130                     |
| Sentmenat                | 9.553            | 28,30      | 338              | 08267   | 08181                     |
| Gerichtsbezirk Sabadell  | 329.942          | 222,42     | 1.483            | –       | –                         |